# 高用忠
高用忠（1961年9月15日—），湖南省常德市鼎城区人，中华人民共和国政治人物。

## 生平
曾任鼎城区乡镇中学教师、乡镇干部、乡长、乡镇党委书记等职务。2002年6月至2004年4月，任鼎城区委常委。2004年4月至2007年9月，任武陵区政府副区长。2007年9月至2009年10月，任常德市畜牧水产局副局长。2009年10月至2010年10月，任常德市城管执法局副局长。2010年10月，任常德市环卫处主任。
2014年，因在常德市环保工程中收受回扣、索贿180万元人民币，而被逮捕。2015年底，湖南省石门县法院一审认定高用忠犯受贿罪、贪污罪，数罪并罚，决定执行有期徒刑12年，并处没收财产人民币40万元。